# 胡同

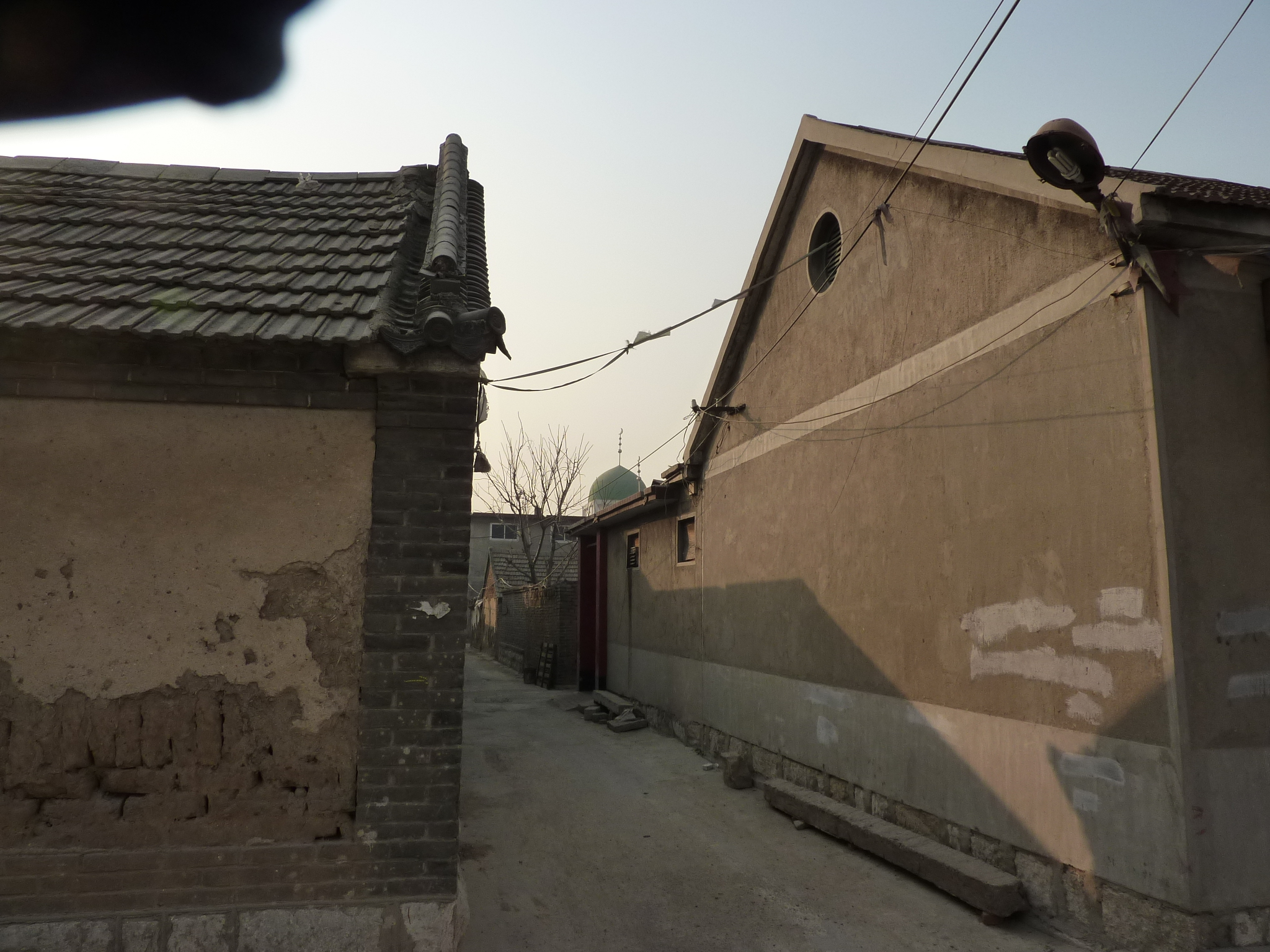
山東曲阜西關的一處胡同

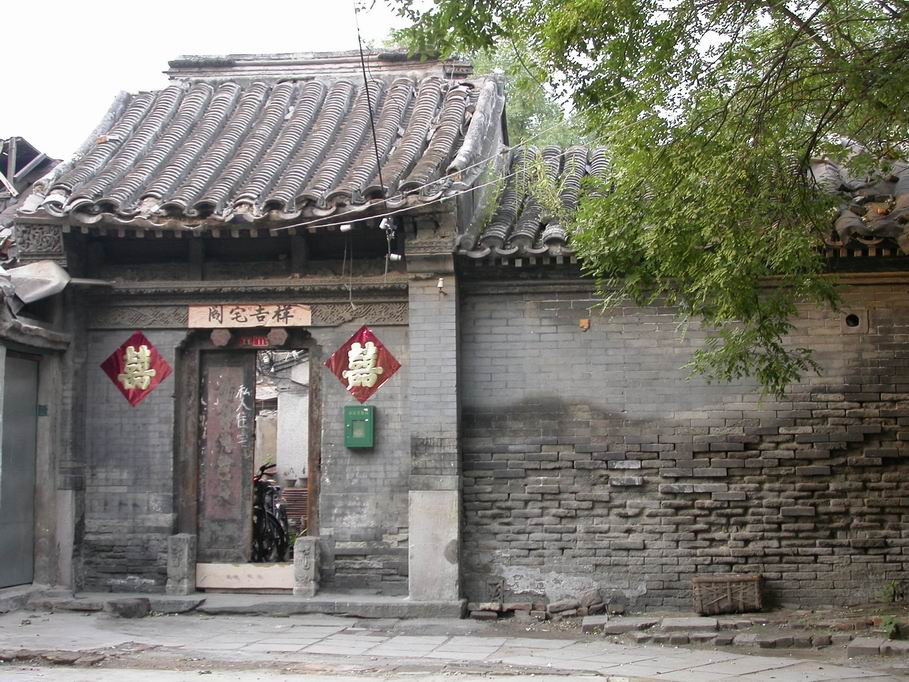
北京胡同街景

衚衕，簡寫為胡同，是中国北方方言名詞，指狹窄的街巷。今日以北京的衚衕最為著名。

## 起源
据史料记载和民间传说，学术界对“衚衕”一词含义和来源的解釋主要有以下幾种：

### 源自元代蒙古語說
- 蒙語水井說：在蒙古语中，水井一词的发音（汉语拼音字母：khudag），“湖都格”也作“呼都格”、“湖洞”与“胡同”接近。古代北京吃水主要依靠水井，因此水井成为民居区的代称，进而演變为街巷的代称，由此产生了胡同一词。至今内蒙古仍有一些以胡同稱水井的地名，如“哈业胡同镇”。
- 蒙語城鎮說：在蒙古語中，「浩特」（ᠬᠣᠲᠠ hot）意為城鎮。元朝建立后，蒙古人依其习惯将中原城镇街巷也称为“浩特”，后来“浩特”演化为“火弄”或“弄通”，进而演變為後來的“衚衕”和“弄堂”。
- 胡人大統說：有人认为衚衕一词是元代政治口号“胡人大統”的简化版，但缺乏根據。

衚衕一詞來自元代蒙古語的說法，數百年來頗為流行，主要原因是見諸元杂剧。元代杂曲名家关汉卿的《单刀会》中，即有“杀出一条血胡同来”的台词，关為金末元初人。《沙门岛张生煮海》中也有如下对白:“张羽问梅香：‘你家住哪里？’梅香说：‘我家住砖塔儿胡同。’”其中砖塔儿胡同就是今天的砖塔胡同。明代沈榜在《宛署杂记》中亦認為：“胡同本元人语。”但這個說法近年遭到諸多質疑。北京市地理學會的王越表示：「以井為標識物並列入街巷名稱，早在建元前已經存在，始於元代水井之說有誤。北京帶“井”字的街巷並不多，北京的水井主要分佈在菜園圃和大街上，蒙古語井的發音明顯與漢語胡同讀音無涉，胡同與水井無關。」另外，漢語吸收外來語大多是由於有前所未見的新事物或新概念傳入中國，例如古之“葡萄、苜蓿，菩萨、罗汉、佛陀、塔、劫、禅”等；然而井在中國絕非新事物，漢語表街巷的詞語更是非常多，有“街、坊、巷、弄、里巷、曲巷、火巷、火弄、后衕”等。因此，突然捨棄漢語已使用數千年的既有詞語、吸收蒙古語的詞語來作為井或巷的代稱，並不合情理。

### 源自漢語語音的演變說
- 後衕音變說：漢語音韻學家鄭張尚芳表示：“衕”在《说文》中就有记载，“衕，通街也。”南宋鄞人樓鑰《小溪道中》诗“後衕环村侭遡游，凤山寺下换轻舟。”依據古漢語o系韵母o>u>ou 音变链的演变历程，若有滞后在u 的侯部字，就会混入“胡”音。例如“猴狲”後來又作“猢猻（胡狲）”，“喉咙”又作“胡嚨”。“猴、喉、後”古皆侯部字，则宋代的“后衕”便音如“胡洞”了[1]。

- 衖巷音變說一：北宋曾鞏校勘南朝梁蕭子顯所著之《南齊書》提到：「蕭鸞弒其昭於西弄。注：弄，巷也。南方曰弄，北方曰𢓲㣚，弄之反切為𢓲㣚也。」顯然衚衕不是元代才出現的，至晚在北宋便已有了發音近似的「𢓲㣚」，而且是弄字的反切，說明了兩者的關係。明張萱《疑耀》、清朱一新《京師坊巷志稿》皆認衚衕為北方方言，朱更指出「衚衕二字，已見《玉篇》、《四聲篇海》，非後人始有也。」南朝梁顧野王《玉篇》載：「衖，胡綘切，《爾雅》曰衖門謂之閎，亦作巷。」金代《四聲篇海》載：「衖，胡絳切。」「衚，音胡。衚衕，街也。」「衕，徒東切，下也，亦通街也，又徒弄切。」亦證明了中國北方在金代有衚衕一詞，與元無關。黃現璠《古書解讀初探——黃現璠學術論文選》中指出：「巷，去聲，絳韻，古音胡貢反，本從共得聲，讀若‘弄’；至後漢始讀今音，胡絳切。楚辭巷字作街。《詩經·鄭風·豐》：‘子之豐兮，俟我乎巷兮。悔予不送兮！ ’先秦時代巷和送叶韻，讀弄音。弄出於楚辭，春秋楚國地方，即今兩湖、江蘇、安徽等地。故南北朝時，《南齊書》所載：‘蕭鸞弒其君於西弄。 ’注：‘弄，巷也。 ’西弄，即西巷，急讀為弄，緩讀為㣚，即胡同。今北京街道稱為‘胡同’，上海將小巷叫‘弄’，即此之故。近人程樹德說胡同為元代北方蒙古族方言，自元始傳入中國（見《國故談苑》卷二），實為誤解。 ”由此可見衖、巷、弄三字在音義上分不開的關係。衖、巷本同音（ghong 或ghoong）同義，後來讀音分流，衖音變為弄（long或lung），在南方方言中保留下來並被直接寫作「弄」；而在北方則分化為兩個音（ngo doong或ngu doong），並隨著歷代音變衍生出𢓲㣚、後衕、衚衕、胡同等字。

- 衖巷音變說二：陸志韋、李方桂、丁邦新等學者在上古漢語有複輔音聲母的假說基礎上，提出了複輔音在消失的過程中，有少量的字分化成兩個字音並殘留至今的說法。例如「窟窿」是「孔」上古讀音的殘留；「軲轆」是「轂」的殘留；「旮旯／角落」是「角」的殘留；「囫圇」是「渾」的殘留。而「衖／巷」有複輔音聲母的擬音為grongs，複輔音聲母gr—，後來在北方逐漸分化為兩個字音，在南方音變為弄。

亦有人認為，韓國城市中的街區「동（dong，常譯為洞）」，其實本字也是「衕」。

## 历史

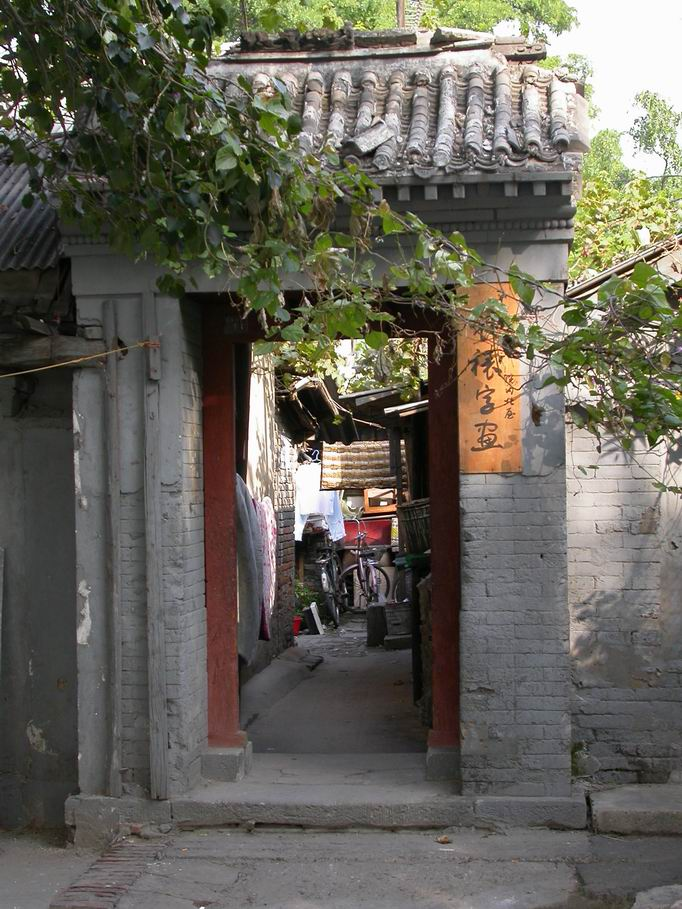
衚衕里四合院的街门

衚衕的历史和现在的北京城一样久远，现在的北京旧城是以元大都为基础修建的，元大都城共有11座城门，城门内的大街构成了全城主干道。主干道相交形成若干长方形居民居住区，居住区中又有等距离东西走向的若干小巷，这些小巷就被称为衚衕，当时规定大街宽24步（约37.2米），小街宽12步（约18.6米），衚衕宽六步（约9.3米），衚衕、小街和大街构成了完整的的元大都城市街道体系。
明北京城是在元大都的基础上修建的基本沿袭了元大都的格局，内城包括砖塔衚衕在内的许多衚衕都是元代的遗存。但自明开始，对城市建筑的规范越来越宽松，出现了许多斜街和不规则的街道，明英宗时期开始修建的外城斜街和曲折不标准的衚衕就更多了。
历史上的北京以衚衕众多而著称，民间有“著名的衚衕三千六， 没名的衚衕赛牛毛”的说法。元《析津志》记载元大都有“三百八十四条火巷，二十九条衚衕”；明朝张爵《京师五城坊巷衚衕集》一书中记载，明朝北京共有街巷胡同约1170条，其中直接称为衚衕的约有459条；清朝朱一新《京师坊巷志稿》一书中所列的北京街巷衚衕名显示，清朝时北京有街巷衚衕2076条，其中直接称为衚衕的978条；1944年日本人多田贞一在《北京地名志》记载，当时北京共有3200条衚衕；1949年的统计显示北京城区有名字的街巷6074条，其中衚衕1330条，街274条，巷111条，道85条，里71条，而习惯上，人们把上面提到的衚衕、街、巷、道、里统称为衚衕。

## 现状
由于衚衕和北京历史密切的渊源，胡同和四合院被看作是北京平民文化的象征，以衚衕遊为主题的北京风情游也逐渐升温。
但是随着历史的发展，越来越多的衚衕和平房区成为危房改造的对象：一方面是居住在旧城区的市民日益感到老式房屋不堪使用，生活不便，另一面是市区政府和房地产开发商急于利用旧城大片的土地，在来自底层和上层双重的重压之下，北京的衚衕正在以每年数十条的速度加速消失，取代衚衕的是现代化但没有北京建筑特色的高楼大厦和通衢大道。因此，一些文化人士发出警告：文化的北京正在因为衚衕和四合院的消失而消亡，世界城市建筑史上的经典之作——明清北京城正濒临彻底消失的边缘。
2004年2月1日，中华人民共和国建设部签发《城市紫线管理办法》规定国家历史文化名城内的历史文化街区的保护范围，即紫线范围内，禁止进行违反保护规划的大面积拆除、开发；禁止对历史文化街区传统格局和风貌构成影响的大面积改建；禁止损坏或者拆毁保护规划确定保护的建筑物、构筑物和其他设施；禁止修建破坏历史文化街区传统风貌的建筑物、构筑物和其他设施；禁止占用或者破坏保护规划确定保留的园林绿地、河湖水系、道路和古树名木等；禁止其他对历史文化街区和历史建筑的保护构成破坏性影响的活动。这一管理办法为北京旧城胡同和四合院的保护提供了重要的法律依据。
2017年9月，中共中央、国务院对《北京城市总体规划（2016年－2035年）》的批复指出，“老城不能再拆，通过腾退、恢复性修建，做到应保尽保”，2021年重新制定的《北京历史文化名城保护条例》将“传统胡同、历史街巷和传统地名”和“胡同—四合院建筑形态”纳入“老城保护”范围，并规定“禁止破坏各类保护对象和成片传统平房区，实现应保尽保”。

## 衚衕文化
在历史上和现实中，胡同都是城市普通市民生息的场所，胡同与北京文化的形成和存在起到了决定性的作用，相比于代表皇家文化的紫禁城、天坛、颐和园，胡同可以说是北京平民文化的代表。

## 衚衕的命名

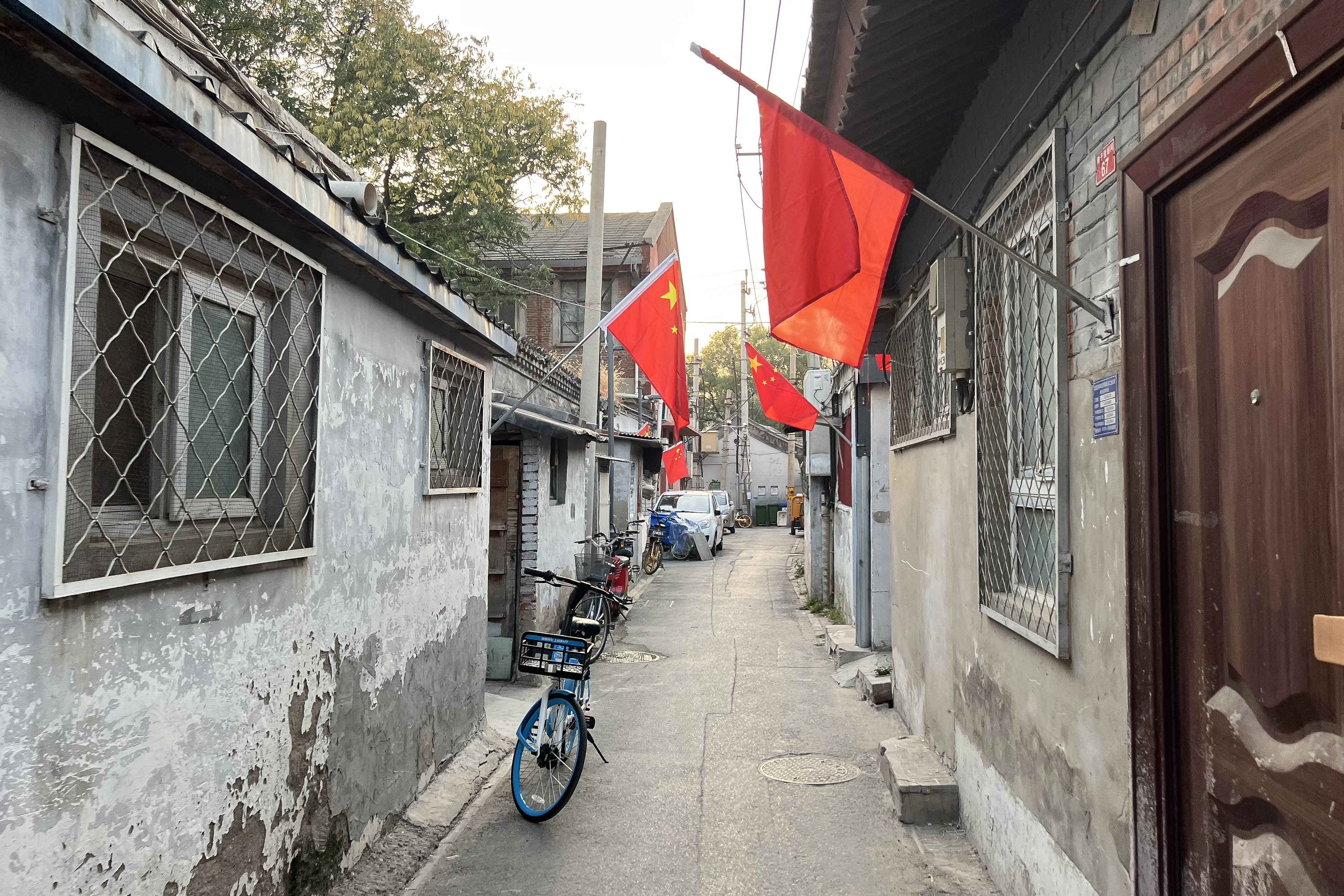
位于天桥街道的儲子營衚衕原稱廚子營衚衕，因曾为厨师聚居地而得名

北京胡同的命名有很多种类型，从不同層面反映了旧北京的地理、政治、军事、经济、文化、宗教和民俗，是研究北京历史文化的重要资料。
- 以衙署命名：如北兵马司衚衕、府学衚衕、外交部街、内务部街等。
- 以人名官名命名：如三寶老爹衚衕、武定侯衚衕、石老娘衚衕（西四北五条）。
- 以贸易市场命名：羊肉衚衕、花市大街、缸瓦市、米市大街等。
- 以寺庙命名：宝产衚衕、砖塔衚衕等。
- 特殊标志命名：如铁狮子衚衕、耳朵眼衚衕等。
- 以器物命名：如烟袋斜街、纱帽衚衕。
- 以动植物命名：如狗尾巴衚衕。
- 以形状走势命名：如弓背衚衕、一尺大街等。
- 以水井命名：如福绥境（原名苦水井）、王府井大街、龙头井衚衕等。

从中华民国时期开始北京进行了多次胡同名称改造，修改了一些不雅的名称，如蝎虎衚衕——协和衚衕；王寡妇斜街——王广福斜街；驴市衚衕——礼士衚衕；劈柴衚衕——辟才衚衕等。

## 著名衚衕
- 东交民巷：最长的衚衕。
- 一尺大街：最短的衚衕。
- 小喇叭口衚衕：最短的衚衕。
- 九湾衚衕：拐弯最多的衚衕。
- 钱市衚衕：最窄的衚衕。
- 砖塔衚衕：最古老的衚衕。
- 国子监街：文庙和国子监所在地。
- 小杨家衚衕：小說《四世同堂》中的小羊圈胡同。